# Crisis bancaria de 1994 de Venezuela
La crisis bancaria de 1994 en Venezuela fue un proceso de insolvencia masiva que afectó a casi un tercio de la banca privada comercial, produciendo la desaparición de algunas de las entidades financieras más emblemáticas y el colapso del sistema económico privado de ese país. El proceso se inició con una fuerte corrida bancaria a principios de febrero de 1994, seguido por una serie de considerables aportes monetarios del Estado para auxiliar a los bancos con problemas, llegando a su ulterior nacionalización, la cual se completó a finales de ese año. De los bancos afectados, los más renombrados fueron el Banco Latino, Banco Consolidado y el Banco de Venezuela. La crisis se extendió hasta 1995. El total de las ayudas entregadas por el Gobierno Nacional a la banca comercial fue de aproximadamente 1 billón 272 mil millones de bolívares.

## Antecedentes
Con los incrementos del precio del petróleo a finales de los años 1973-74 el gobierno emprende una política de gasto público desenfrenadamente expansiva, circunstancias que forzó hacia nuevas expansiones de la actividad productiva. Durante todo este lapso el gobierno apoyado en los descomunales ingresos petroleros y el flujo creciente de endeudamiento externo asumió una postura cada vez más intervencionista en las actividades reales y financieras invadiendo sectores y renglones productivos propios de la esfera privada lo que ocasionó una caída sistemática de los niveles de eficiencia económica y engendro un déficit fiscal cuantioso cuyo financiamiento requirió nuevos endeudamientos para ser cubierto. Se produjo una crisis en la industria bancaria colapsando el sistema bancario entre los cuales se destacaron el Banco de los Trabajadores de Venezuela en 1982, el Banco de Comercio en 1985 y el Banco Nacional de Descuento en 1986, a un régimen de flotación de las tasas de interés lo que naturalmente agravó la situación financiera de las instituciones especializadas en el financiamiento a mediano y largo plazo hecho que obligó a crear mecanismos de subsidio a ciertos deudores de la Banca Hipotecaria y del sistema nacional de ahorro y préstamo.
En el segundo trimestre de 1992 el producto interno bruto se mantuvo en tasas negativas o nulas creciendo solo un 0,28% anual. hasta el tercer trimestre de 1993, con un aumento del 0,9%. La crisis se vio agravada por su coincidencia con el descenso de los precios del petróleo, que estaba en menos de 30 dólares por barril, que alcanzó sus momentos más graves en 1994.

## Medidas del gobierno
La cantidad de dinero en auxilios financieros entregados por el gobierno a las instituciones afectadas alcanzó, a mediados de junio de 1994, a más de 6.600 millones de dólares, equivalentes a una décima parte del producto interior bruto venezolano para ese año. El 14 de junio, el entonces ministro de Finanzas, Julio Sosa, comunicó a la Nación que el gobierno había decidido liquidar ocho entidades financieras que se habían intentado reflotar en vano. Estas instituciones representaban, para el momento, la mitad de las cuentas bancarias de Venezuela y unos dos millones de impositores, a quienes se les prometió que el Estado garantizaría —a través la institución responsable de manejar la crisis (Fogade)— sus depósitos hasta por 24 000 dólares por persona.

## Consecuencias
Se desata una gran crisis bancaria en el país que se inicia en 1994 con la quiebra del Banco Latino y el Grupo Latinoamericana Progreso al cual pertenecían el Banco Progreso y el Banco República, además de arrastrar a otros bancos como el Banco Metropolitano, Banco Principal, Banco La Guaira (antes Banco La Guaira Internacional), Banco Italo Venezolano, Confinanzas, Banco Construcción (antes Banco de la Construcción y de Oriente), Cremerca y al banco más antiguo para el momento en el país, el Banco de Maracaibo.
Lista completa de los bancos afectados por la crisis, que  fueron: 
- Banco Latino
- Banco Progreso (anteriormente Banco Zulia)
- Banco Principal (anteriormente Banco Principal de los Llanos)
- Banco Italo Venezolano
- Banco Profesional
- Banco Amazonas (anteriormente Banco Insular)
- Bancor
- Banco Barinas
- Banco La Guaira (anteriormente Banco La Guaira Internacional)
- Banco de Maracaibo
- Banco Metropolitano
- Banco Construcción (anteriormente Banco de la Construcción y de Oriente)
- Sociedad Financiera Fiveca
- Sociedad Financiera Confinanzas
- Sociedad Financiera Cremerca
- Banco Consolidado
- Banco de Venezuela

Tras salir de la crisis, los bancos Venezuela y Consolidado fueron adquiridos por grupos financieros extranjeros, tales como el Grupo Santander de España y Corp Group de Chile, respectivamente. Por su parte, el Banco Latino fue comprado y absorbido en 1995 por Banesco. Otro banco afectado por la crisis fue el Banco Unión, pero logra reponerse por auxilio financiero y en el año 2000 es adquirido por Caja Familia Entidad de Ahorro y Préstamo; de cuya fusión surge Unibanca en 2001 y finalmente en 2002 se fusiona definitivamente con Banesco. Para el 20 de febrero de 1999 la Asociación Bancaria de Venezuela reportó que las tasas de interés activas habían bajado pero aun eran inusualmente altas: Bancos Fivenez y Caracas (de 55% a 49%); Caroní, Canarias, Corp Banca, Venezuela, Occidente, Orinoco, Interbank y Unión (de 53% a 49%); Noroco (de 53% a 48%); y Banco República (de 54% a 49%). Dichas elevadas tasas de interés con bajas tasas de interés pasivas alejaban a la población del proceso natural de bancarización y recuperación de la confianza en el sistema financiero nacional.
Así mismo, desaparecen figuras financieras tales como: bancos hipotecarios, sociedades financieras, etc., quedando sólo: bancos universales, bancos comerciales y entidades de ahorro y préstamo (también con marcada tendencia a su desaparición para convertirse en Bancos Universales). Cabe destacar que desde 2010 sólo se observa la figura de bancos universales en todo el sistema financiero venezolano tras la intervención del Banco Federal y Casa Propia, poniendo fin definitivamente a las figuras de bancos comerciales y entidades de ahorro y préstamo.
No sólo los bancos fueron afectados por esta crisis, en efecto, la economía del país se vio afectada a tal punto de que muchas empresas tuvieron que ser cerradas o emigrar del país. Un ejemplo lo constituyó el canal por suscripción Omnivisión (salido al aire en 1988), el cual había sido puesto en garantía por el auxilio financiero a los bancos intervenidos motivando así su embargo y ulterior desaparición. Así mismo, la planta ensambladora de vehículos de la marca francesa Renault ubicada en Mariara se vio obligada a inicios de 1995 a trasladarse a Colombia debido a las secuelas dejadas por esta crisis. 
También algunas producciones de televisión se vieron afectadas, así, los concursos de belleza Chica 2001 (patrocinado y producido por el Bloque DeArmas) y Señorita Belleza se realizaron hasta 1994 debido al déficit financiero. Cabe destacar que ambos concursos se transmitían a través de Radio Caracas Televisión, canal que si bien continuó funcionando se vio a nivel económico bastante afectado a tal punto que estuvo muy cerca de la quiebra en 1996; pero pudo reponerse por el auxilio financiero otorgado por un consorcio proveniente de Colombia. Otras producciones que se vieron afectadas por la crisis financiera fueron las ceremonias de entrega de galardones por parte del Bloque DeArmas, caso del Premio Ronda y el Meridiano de Oro, las cuales desde 1995 no volvieron a realizarse.
Cabe señalar que cuando se derrumbó en 1994 el Banco Latino, su exvicepresidente Pompeo D'Ambrosio fue aplaudido por la Asociación de Empleados del Banco, en su discurso final de acusación en contra de la corrupción de Pedro Tinoco y su Junta Directiva (Siro Febres-Cordero, etc..). Hasta hubo el canal televisivo 2 de Caracas que llegó a afirmar -en una transmisión sucesiva del discurso de D'Ambrosio y de Ruth de Krivoy- que en esa crisis iniciada a finales del siglo XX se le "abrió la puerta" al ascenso al poder presidencial de Chávez.
En 1995, el gobierno de Rafael Caldera marcó por decreto los nuevos precios de la gasolina, así se tuvo que la de 87 octanos pasa de 5,25 Bs/l a 5,20; mientras que la de 91 octanos se ubicó en 10 Bs/l y la de 95 octanos a 15 Bs/l. Ergo, se eliminaron los octanajes de 83 y 89. Al año siguiente, se elimina la gasolina de 87 octanos y la de 91 octanos pasa a Bs. 60 por litro y la de 95 octanos a 70 Bs/l.